# Football en Espagne
Le football (en espagnol fútbol ou balompié) est le sport collectif le plus populaire en Espagne avec 1 063 090 licenciés dans 21 148 clubs enregistrés à la Real Federación Española de Fútbol (RFEF) en 2019. La fédération gère aussi bien les clubs de football d'Espagne, organise les compétitions nationales, championnats, Coupe du Roi et Supercoupe d'Espagne, comme les matchs internationaux de la sélection d'Espagne. La Liga Nacional de Fútbol Profesional sous l'égide de la RFEF gère les clubs professionnels de première et deuxième division.
Le 21 mai 1904, l'Espagne fait partie des membres fondateurs de la FIFA, représenté par le Madrid Foot-Ball Club prédécesseur du Real Madrid, la fédération espagnole ne verra le jour qu'en 1913. Le 15 juin 1954, l'Espagne est également membre fondateur de l'UEFA.
La structure des ligues comprend au sommet la Primera División appelée couramment La Liga. En dessous, la Segunda División appelée LaLiga 2. La Liga est considérée comme une des ligues les plus fortes en Europe, les clubs comme le Real Madrid, le FC Barcelone ou l'Atlético de Madrid jouent régulièrement pour les titres en Ligue des champions de l'UEFA ou en Ligue Europa.
L'équipe nationale était souvent favorite dans les championnats d'Europe ou les Coupes du monde mais ne gagnera longtemps aucun titre, la victoire en Coupe d'Europe des nations en 1964 resta longtemps le seul titre de l'équipe nationale. Il faudra attendre le siècle suivant pour voir triompher l'Espagne, avec une Coupe du monde en 2010 et une Coupe d'Europe en 2008, 2012 et 2024.
Une des caractéristiques du football espagnol était longtemps le tiki-taka, un style de jeu caractérisé par le mouvement continu du ballon autour d'une série de passes rapides, permettant la conservation du ballon. Ce style de jeu est principalement attribué au club catalan du FC Barcelone, développé par Johan Cruyff (qui a entraîné ce club entre 1988 et 1996), ainsi qu'à l'équipe nationale espagnole avec Luis Aragonés (2004-2008) et son successeur Vicente del Bosque, ce dernier ayant mené l'équipe jusqu'au titre mondial en 2010 et européen en 2012.
L'équipe d'Espagne de futsal est une des plus forte au monde avec deux titres mondiaux et sept titres européens.

## Histoire

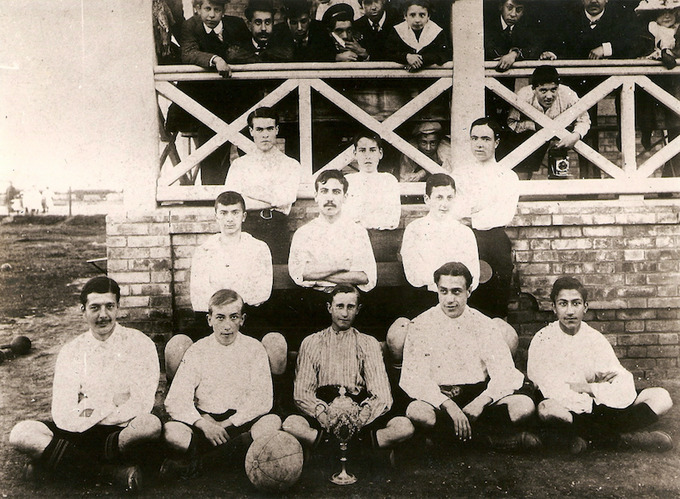
Le Real Club Recreativo de Huelva en 1906.

Le football moderne est arrivé en Espagne au 19e siècle, des immigrants anglais, des marins ou des étudiants espagnols de retour au pays on introduit le sport en Espagne. Le premier club créé dans le pays est le Recreativo de Huelva, fondé le 23 décembre 1889 sous le nom de Huelva Recreation Club par deux Écossais travaillant dans les mines de Río Tinto, pour apporter aux travailleurs des mines un loisir physique.
L'un des plus anciens clubs sportifs d'Espagne, le Gimnàstic de Tarragone fondé en 1886, n'ouvre une section football qu'en 1914. Le premier match officiel a lieu le 8 mars 1890, entre Recreativo de Huelva et Colonia Inglesa Sevillana une équipe d'ouvriers anglais, l'équipe de Huelva ne compte dans ses rangs que deux joueurs espagnols le reste de l'équipe est également composé de Britanniques.
La première compétition nationale s'appelle Copa de la Coronación prédécesseur de la Coupe du Roi qui se dispute la première fois en 1902. C'est la plus importante compétition nationale jusqu'en 1929, année de la création du premier championnat national. Les championnats régionaux existaient avant, comme le championnat de Catalogne créé en 1900 ou le Campeonato Regional Centro (es) lancé en 1902.
Avec la création du championnat national, les championnats régionaux perdent de l'attrait et seront même arrêtés après la Guerre d'Espagne.
La Primera División prend de plus en plus d'importance après la création de la Coupe des clubs champions européens dans les années 50. Les clubs espagnols ont depuis gagnés de nombreux titres en compétitions européennes.

## Structure des ligues
La plus haute division en Espagne est la Primera División comprenant 20 équipes, en dessous la Segunda División comprend 22 équipes, ces deux divisions professionnelles sont gérées par la Liga Nacional de Fútbol Profesional (LFP).
Trois clubs de deuxième division sont promus en fin de saison en première division, en bas du classement les quatre derniers descendent en Primera División RFEF, le troisième niveau semi-professionnel géré par la RFEF composé de deux groupes de vingt équipes chacun.
Le quatrième niveau (Segunda División RFEF) est également semi-professionnel, il est composé de 5 groupes avec un total de 90 équipes.
La cinquième division, Tercera División RFEF, est la plus haute du football amateur, suivent ensuite les divisions régionales.
Au total, le championnat espagnol comprend 10 divisions.

### Championnat masculin
Le vainqueur du Championnat d'Espagne de football de première division appelé jusqu'en 2008 Primera División et dorénavant La Liga est désigné champion d'Espagne. La première saison date de 1929, le FC Barcelone est le premier champion, depuis le championnat n'a connu qu'une interruption à cause de la Guerre d'Espagne entre 1936 et 1939.
Le Real Madrid détient le record du nombre de titres (35 en 2022).
Ce championnat réunit 20 équipes et dure 38 journées. Les quatre premiers sont directement qualifiés pour la Ligue des champions de l'UEFA. Le cinquième est qualifié pour la Ligue Europa. Le sixième est qualifié pour la Ligue Europa Conférence. En cas d'égalité de points dans le classement, le premier critère de départage est le résultat particulier. Le championnat commence souvent fin août voir début septembre et se termine en juin. En hiver, le championnat fait une courte pause entre Noël et Nouvel An.
En fin de saison les trophées suivants sont décernés :
- Le Trofeo Pichichi récompense le meilleur buteur de la saison.
- Le Trophée Zamora récompense le gardien de but dont le ratio de buts encaissés par match est le plus faible.
- Le Trophée Alfredo Di Stéfano, récompense décernée par le quotidien sportif espagnol Marca au meilleur joueur de la saison.
- Le Prix Don Balón récompense décernée annuellement de 1976 à 2010 par l'hebdomadaire espagnol Don Balón aux meilleurs joueurs, entraîneur et arbitre du championnat.

### Championnat féminin
Le football féminin était longtemps très peu suivi en Espagne, en comparaison avec les États-Unis ou l'Europe du Nord, ce n'est qu'à partir de 2010, avec la création de sections féminines dans les grands clubs espagnols que commence l'essor du football féminin en Espagne. Le premier championnat féminin national existe depuis la saison 1982-1983 sous forme de tournoi, puis depuis 1988-1989 sous forme de championnat. Le FC Barcelone détient le record de victoires avec sept titres (en 2022). Le club atteint pour la première fois une finale de Ligue des champions féminine de l'UEFA en 2018-2019, et gagne ensuite le titre de championne d'Europe en 2020-2021.
La Primera División comporte seize équipes professionnelles. La deuxième division compte également seize équipes, mais semi-professionnelles. À partir de la troisième division (2 groupes de 16 équipes) le championnat devient amateur.

### Coupe du Roi

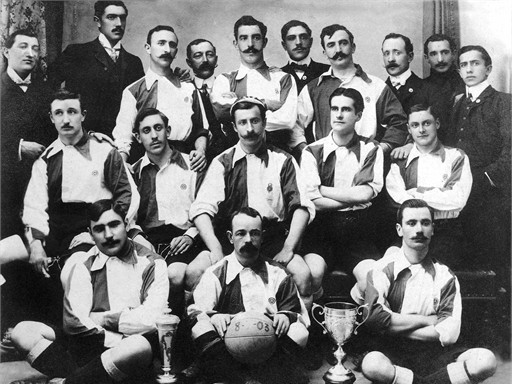
Athletic Bilbao avec la coupe 1903

La Coupe d'Espagne de football appelée également Coupe du Roi est la plus ancienne compétition de clubs en Espagne. Elle commence en 1902 sous le nom Copa de la Coronación, la première édition est remportée par le Club Vizcaia ancêtre de l'Athletic Bilbao. La compétition changera souvent de nom suivant la situation politique, Copa de Su Majestad el Rey (1903 à 1932), Copa del Presidente de la II República (1933 à 1936), après la prise de pouvoir de Franco Trofeo de Su Excelencia El Generalísimo puis Copa de S.E. El Generalísimo. Depuis 1976, après l'intronisation de Juan Carlos Ier la compétition prend son nom actuel, Copa del Rey.
Le FC Barcelone avec 31 titres est le détenteur record suivi de l'Athletic Bilbao avec 23 titres et du Real Madrid avec 19 titres.
La finale est disputée sur un terrain neutre, le vainqueur est qualifié pour la Ligue Europa.
La première édition féminine date de 1983. Jusqu'à la création du championnat national féminin c'est la Coupe qui déterminait l'équipe championne d'Espagne. Depuis elle s'appelle Copa de la Reina.

## Succès des clubs en compétitions internationales

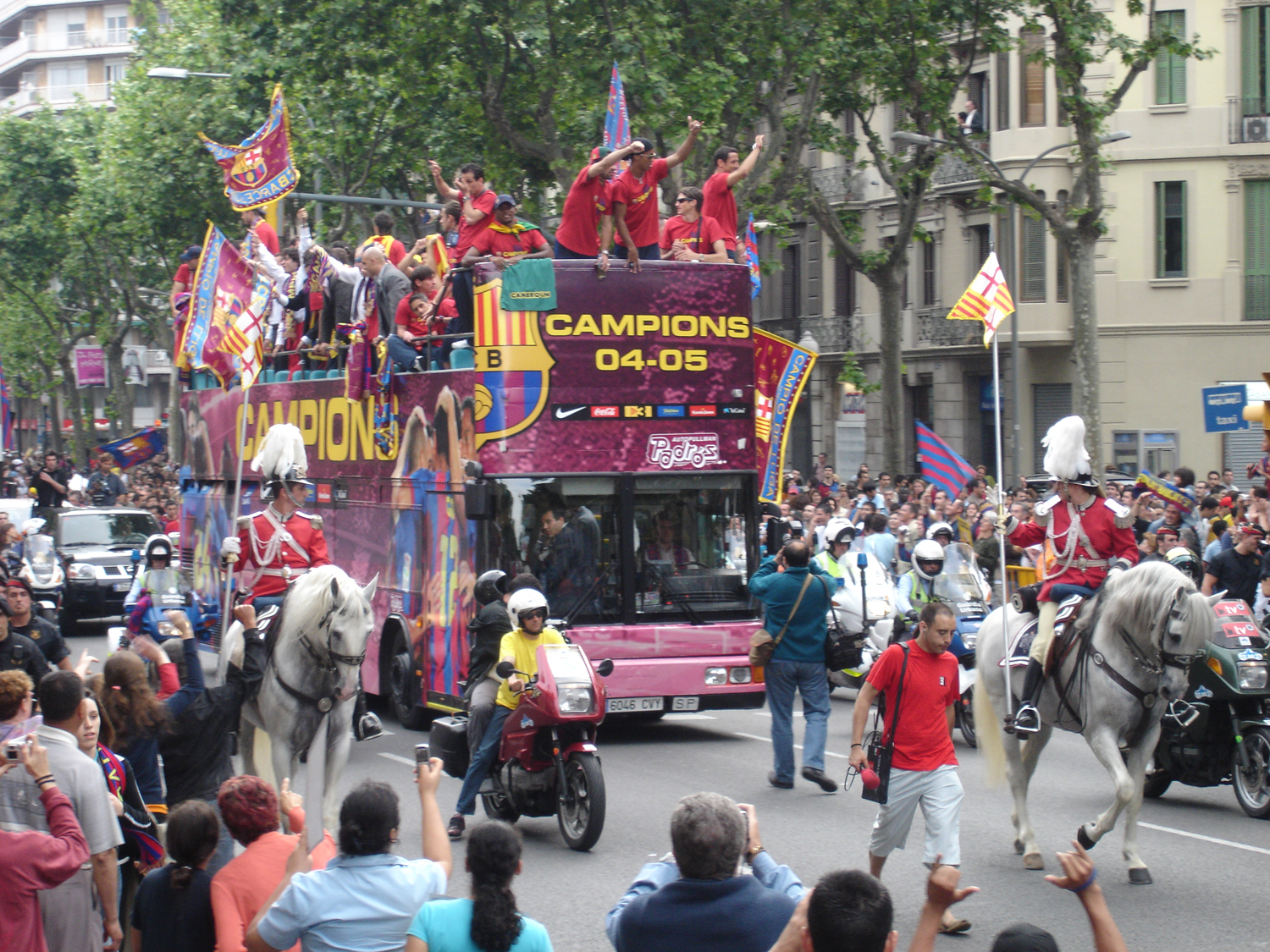
Le FC Barcelone fête le titre en Ligue des Champions 2004-05

Les clubs espagnols ont joué un rôle de premier plan depuis la création des premières compétitions internationales de clubs. Lors de la Coupe Latine (1949-1957), tournoi qui a précédé la Coupe d'Europe des champions lancée en 1955, à laquelle participaient les champions nationaux d'Italie, de France, d'Espagne et du Portugal, les équipes de la ligue espagnole ont pu remporter quatre des huit compétitions. Le FC Barcelone a réussi deux fois et le Real Madrid autant. Avec la création de la Coupe des clubs champions européens, l'ascension du Real Madrid pour devenir le club le plus titré de la plus haute compétition continentale a commencé. Les cinq premiers tournois ont été remportés d'affilée par les madrilènes et en 1965/66 un autre titre a été remporté. Dans le même temps, les clubs espagnols ont également pu célébrer les succès dans la Coupe des villes de foires, le FC Barcelone remportant la compétition à trois reprises, le FC Valence deux fois et le Real Saragosse une fois.
Jusqu'à 2022, les clubs de la Primera División ont remporté 44 titres européens, s'ajoute 15 Supercoupes d'Europe et 11 titres intercontinentaux. Les deux plus grands clubs du pays, le Real Madrid et le FC Barcelone, figurent parmi les clubs les plus titrés en Europe avec respectivement 16 et 12 titres. Après la domination espagnole fin des années 50 et début des années 60, de 1967 à 1978, les clubs anglon-saxons dominent en Europe, l'Espagne revient au premier plan à partir de 1979 puis domine à partir de 2006 le football européen, en remportant cette année les deux compétitions majeures puis également de 2014 à 2016.

## Équipes nationales
L'Espagne est depuis 2023 la 2e nation européenne à avoir remporté une Coupe du monde à la fois chez les femmes et chez les hommes après l'Allemagne.

### Équipes masculines

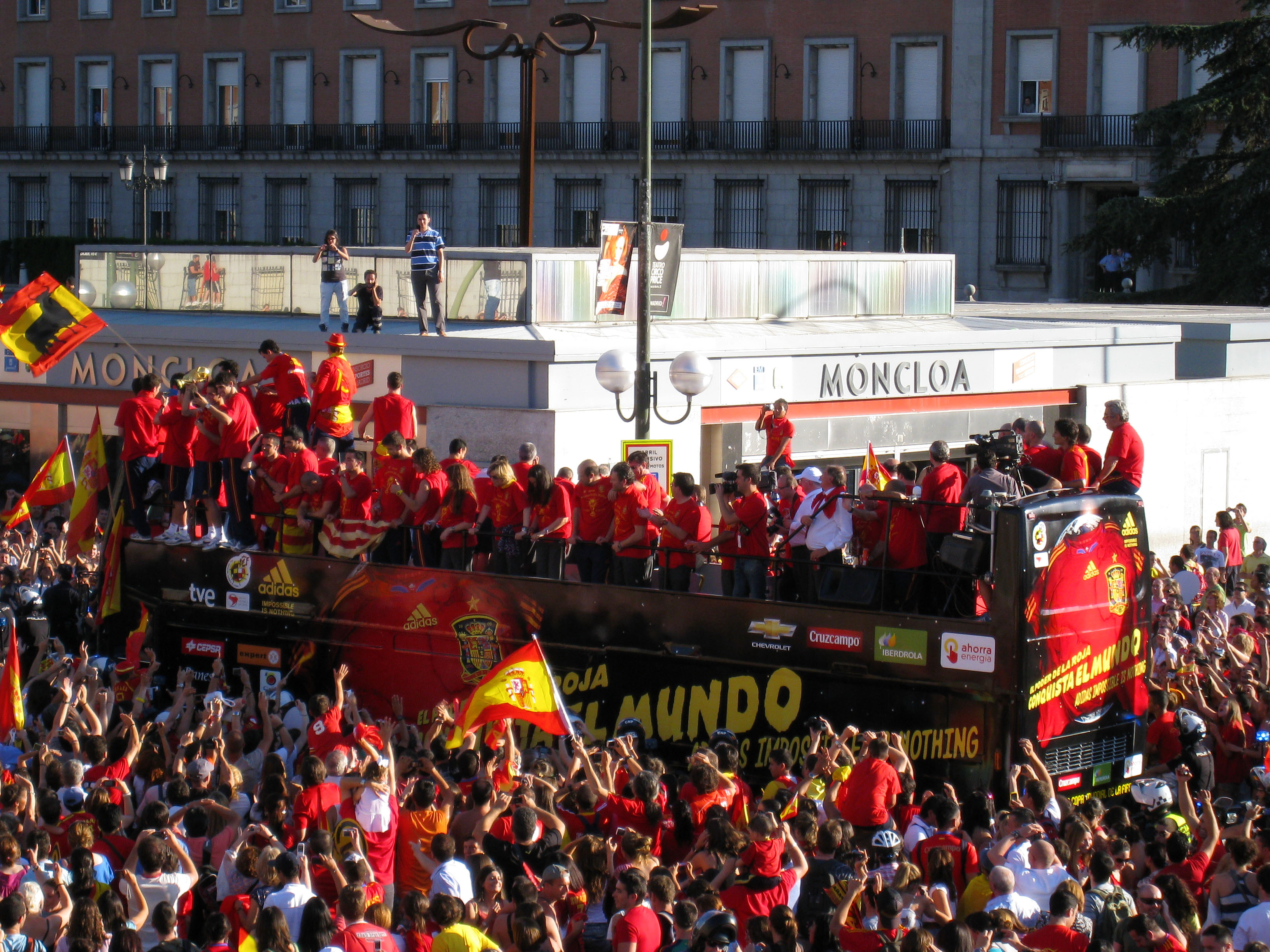
Célébrations en 2010

L'équipe nationale espagnole, surnommée la Roja, représente l'Espagne dans les matchs et compétitions internationales. Le premier match officiel a lieu dans le cadre des Jeux olympiques de 1920 où le 28 août à Bruxelles elle gagne 1 à 0 contre le Danemark.
Longtemps l'équipe d'Espagne, malgré son rôle de favori, échoue dans les tournois internationaux. Lors des Coupes du monde, la quatrième place lors de l'édition 1950 reste longtemps la meilleure performance, il faut attendre 2010 pour enfin remporter le titre mondial.
Au niveau européen, le titre de 1964 gagné à domicile reste longtemps le seul titre de l'équipe d'Espagne. En remportant le titre en 2008 et 2012, l'Espagne est à égalité avec l'Allemagne au niveau du nombre de victoires en Championnat d'Europe de football.
De 2008 à 2013, la Roja est désignée chaque année équipe de l'année par la FIFA.
Au niveau des équipes de jeunes, l'Espagne fête également des titres, comme un titre mondial en 1999 chez les moins de 20 ans et par deux fois ils se retrouvent en finale en 1985 et 2003.
Les moins de 17 ans disputent trois finales mondiales en 1991, 2003 et 2007 et terminent deux fois à la troisième place en 1997 et 2009.
Lors des Jeux olympiques, l'Espagne gagne une médaille d'argent dès sa première participation en 1920, en 1992 les Espagnols fêtent leur première médaille d'or, une autre médaille d'argent suivra en 2000.

### Équipes féminines
Le premier match d'une sélection féminine date de 1971, mais c'était une sélection inofficielle, avec comme star Conchi Sánchez qui fera carrière en Italie et en Angleterre. En 1980, la pratique féminine de football est reconnue par la fédération espagnole. En 1983, l'équipe féminine est officialisée comme membre de la RFEF, en disputant la rencontre face à la sélection portugaise le 5 février, qu'elle perdit par 0-1 dans le stade de La Guardia, et la première victoire officielle eut lieu lors d'un match disputé à Zurich face à la Suisse.
Contrairement à l'équipe masculine, les féminines rivalisèrent tardivement avec les nations plus avancées, elles ne se qualifient à aucune édition des Jeux olympiques, la première participation à une Coupe du monde date de 2015 sans franchir le premier tour. Le plus grand succès de l'équipe d'Espagne féminine était une demi-finale en Championnat d'Europe en 1997 avant d'être dirigée depuis août 2015 par Jorge Vilda, elle atteint ensuite le stade des huitièmes de finales lors de la Coupe du monde  2019, et finit par remporter l'édition 2023.
Les équipes jeunes comptent quelques titres, comme une finale en Coupe du monde U-17, trois titres de championnes d'Europe toujours en U-17 (2010, 2011, 2015) et un avec les moins de 19 ans (2004).

## Autres

### Futsal
Le futsal (en espagnol fútbol sala) est très populaire en Espagne, depuis 1989 il existe une ligue preofessionnelle, la Liga Nacional de Fútbol Sala (LNFS). La première division comprenant seize équipes est considérée comme une des plus fortes au monde.
L'Équipe d'Espagne de futsal FIFA possède un des plus beaux palmarès avec deux Coupes du monde en 2000 et 2004, ayant disputé trois finales en 1996, 2008 et 2012 et une troisième place en 1992.
En Championnat d'Europe les Espagnols remportent sept titres en 1996, 2001, 2005, 2007, 2010, 2012 et 2016.
Au niveau des clubs, l'Espagne gagne onze fois la Ligue des Champions (dont 5 titres pour l'Inter Fútbol Sala et 4 titres pour le FC Barcelone).

### Football de plage
L'Espagne comptant beaucoup de plages, le football de plage ou beachsoccer (en espagnol fútbol playa) est très populaire dans le pays. Lors des Coupes du monde dans un sport dominé par le Brésil, l'équipe nationale d'Espagne dispute trois finales. En Europe l'Espagne se place derrière le Portugal, avec 4 titres et 4 médailles d'argent en Coupe d'Europe de beach soccer.
La RFEF organise les compétitions masculines et féminines, la Liga Nacional de Fútbol Playa et la coupe RFEF.

### El Clásico
Ce match est considéré comme le plus important de la saison espagnole. Ce match opposant le Real Madrid et le FC Barcelone est l'un des matchs les plus suivis au monde avec 500 millions de téléspectateurs en 2015.

### Médias
Le football en Espagne est largement couvert par les divers médias.
Le 1er novembre 1870, le journal de Jerez El progreso publie un article qui est la première référence écrite au football en Espagne. La première chronique journalistique d'un match disputé en Espagne correspond à un match caritatif à Bilbao le 29 juin 1889 par deux équipes anglaises : les Barmston Rangers et une équipe composée de marins.
Plusieurs publications sportives spécialisées ont vu le jour avec des nouvelles sur divers sports, y compris ceux qui faisaient référence au football, et le seul qui soit encore publié est Mundo Deportivo, qui a commencé en 1906 en tant que publication hebdomadaire et en 1929, il est devenu un quotidien. Au XXe siècle, les informations footballistiques de la presse écrite espagnole paraissent aussi bien dans la rubrique sportive des journaux d'information générale, que dans les journaux sportifs spécialisés (Mundo Deportivo, Gol, Marca, As, Sport, Don Balón).
Selon le rapport de l'AIMC en 2018, le journal Marca comptait le plus de lecteurs quotidiens (1 773 000) de tous les journaux d'information générale et de sports spécialisés. D'autres journaux spécialisés dans le sport ont également un nombre élevé de lecteurs quotidiens, comme As (872 000), El Mundo Deportivo (407 000) et Sport (393 000).
Le 15 mai 1927, lors de la finale de la Coupe entre Real Unión Club et Arenas Club de Getxo a lieu la première diffusion d'un match de football à la radio.
Le plus grand impact du football en Espagne est à la télévision, où il atteint des audiences énormes : 15 % de la population suit régulièrement le football chaque jour de match, un chiffre qui monte à 20 % lorsqu'il s'agit de matchs internationaux. Le premier match de football télévisé par TVE a eu lieu le 15 février 1959, c'était un match entre le Real Madrid et le FC Barcelone.